# Alexander Wladimirowitsch Tretjakow (Skeletonpilot)
Alexander Wladimirowitsch Tretjakow (russisch Александр Владимирович Третьяков; * 19. April 1985 in Krasnojarsk, Russische SFSR, Sowjetunion) ist ein russischer Skeletonpilot.

## Werdegang

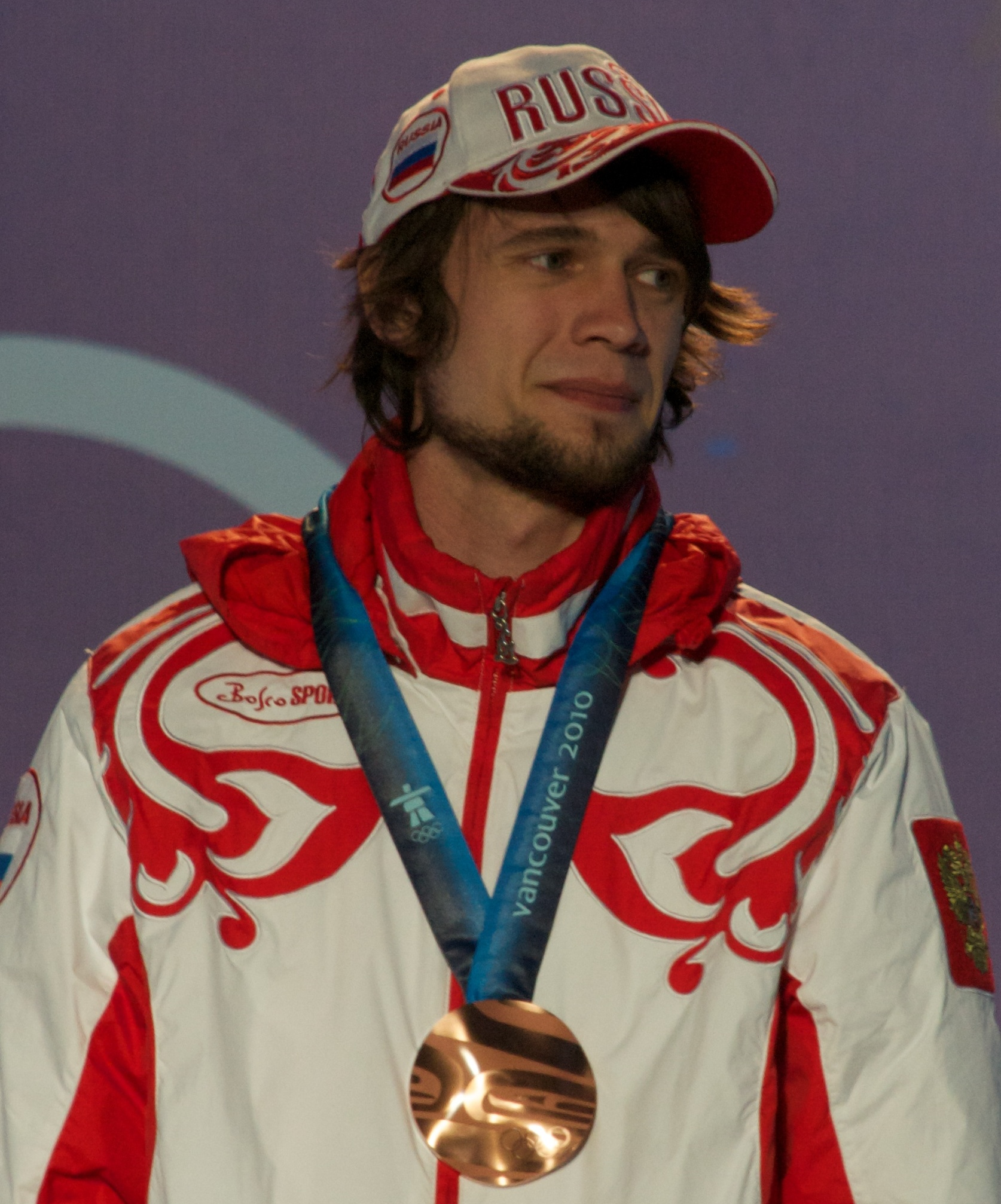
Alexander Tretjakow bei der Siegerehrung der Olympischen Winterspiele 2010 in Vancouver

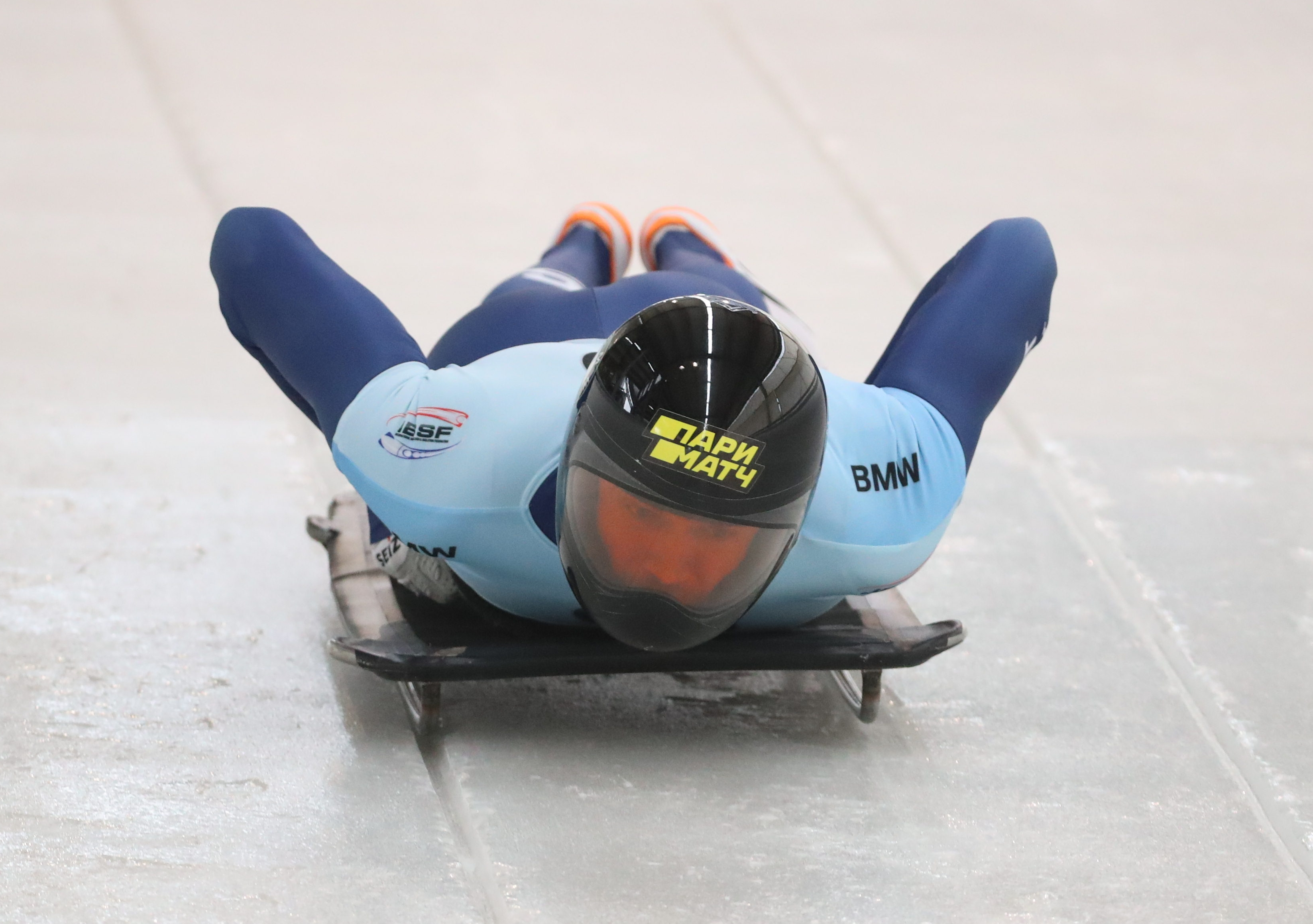
Alexander Tretjakow bei den Bob- und Skeleton-Weltmeisterschaften 2020 in Altenberg

Alexander Tretjakow gab sein Weltcupdebüt im November 2004 bei einem Rennen in Winterberg, bei dem er 32. wurde. Ein Jahr später kam er in Calgary als Neunter erstmals unter die Top 10. Im Februar 2006 wurde er erstmals Juniorenweltmeister vor Matthias Biedermann und Alexander Mutowin. Bei den Olympischen Winterspielen 2006 von Turin belegte er Rang 15. Seinen internationalen Durchbruch feierte er in der Saison 2006/07. Nach einem zweiten Platz in Calgary und einem dritten Platz in Park City gewann er in Igls sein erstes Weltcuprennen und kurz darauf in Winterberg erneut. Bei den Weltmeisterschaften 2007 in St. Moritz wurde er Fünfter. Seinen ersten Titel gewann er kurz darauf bei den Europameisterschaften am Königssee. Im Weltcup 2007/08 konnte Tretjakow nur in den ersten beiden Saisonrennen Top-10-Plätze belegen und wurde 16. im Gesamtweltcup. Im Februar 2008 wurde er vor David Swift und Alexander Gassner erneut Juniorenweltmeister; bei der Weltmeisterschaft der Senioren wurde er Neunter.
Die Saison 2008/09 sollte Tretjakows beste im Weltcup werden. In Winterberg begann er die Saison schon als Zweitplatzierter. In allen Saisonrennen kam er nie schlechter als auf dem neunten Platz ein. Die finalen beiden Saisonrennen in Park City gewann der Russe und gewann vor den beiden bis dahin den Weltcup dominierenden Deutschen Florian Grassl und Frank Rommel die Gesamtwertung der Saison. Bei der Skeleton-Europameisterschaft 2009 in St. Moritz verpasste Tretjakow als Fünftplatzierter noch eine Medaille; bei den Weltmeisterschaften gewann er Bronze hinter Gregor Stähli und Adam Pengilly. Im Skeleton-Weltcup 2009/10 wurde er nach zwei Podestplätzen Achter und gewann bei der EM 2010 Bronze. Bei den Olympischen Winterspielen 2010 in Vancouver gewann er die Bronzemedaille hinter Jon Montgomery und Martins Dukurs. In der Saison 2010/11 gewann Tretjakow ein Rennen, platzierte sich fünfmal auf dem Podium und wurde in der Gesamtwertung Fünfter. Bei der Europameisterschaft in Winterberg gewann er Bronze, bei der Weltmeisterschaft in Königssee Silber.
Im Skeleton-Weltcup 2011/12 stand Tretjakow fünf Mal auf dem Podest und wurde Vierter im Gesamtweltcup. Bei der Europameisterschaft wurde er Sechster, bei der Weltmeisterschaft Zwölfter. In der folgenden Saison platzierte er sich in allen seiner acht Weltcup-Teilnahmen (von neun Saisonrennen) zwischen Rang 2 und 4 und wurde erneut Vierter im Endklassement. Bei den Europameisterschaften 2013 gewann er Silber hinter Martins Dukurs; bei den Weltmeisterschaften gewann er vor Dukurs und Sergei Tschudinow. Im Winter 2013/14 startete er zunächst im Nordamerikacup und gewann drei Rennen. Obwohl er nur an vier der acht Saisonrennen teilnahm, belegte er den zweiten Rang in der Gesamtwertung. Im Weltcup konnte er ein Rennen gewinnen und stand vier weitere Male auf dem Podest, womit er erneut insgesamt Vierter wurde. Bei den Olympischen Winterspielen 2014 in Sotschi wurde er Olympiasieger vor dem im Weltcup dominierenden Martins Dukurs sowie Matthew Antoine.
In den Winter 2014/15 startete Tretjakow im Intercontinentalcup und gewann drei Rennen, ehe er im Januar 2015 mit einem dritten Platz in den Weltcup einstieg und bei seinem zweiten Start in Königssee gewann. Ende Januar gewann er in La Plagne erneut Silber bei der Europameisterschaft hinter Martins Dukurs. Beim Weltcup-Finale in Sotschi feierte er seinen zweiten Saisonsieg und wurde im Gesamtweltcup Siebter. Bei der Weltmeisterschaft gewann er die Silbermedaille im Einzel sowie Bronze mit der Mannschaft. 2015/16 erreichte er im Weltcup zunächst drei zweite Plätze, wechselte statt der Rennen in Nordamerika jedoch anschließend in den Intercontinentalcup, wo er zwei Rennen gewann. Bei der Europameisterschaft in St. Moritz verpasste er als Vierter noch eine Medaille; bei der Weltmeisterschaft in Igls gewann er jedoch sowohl im Einzel als auch mit dem Team Silber.

## Dopingvorwürfe
Im Mai 2016 veröffentlichte die New York Times einen Bericht, wonach es vor den Olympischen Winterspielen in Sotschi ein staatlich gestütztes Doping-System in Russland gegeben habe. Die Zeitung schrieb von mindestens 15 gedopten russischen Medaillengewinnern und berief sich dabei auf den Leiter des Anti-Doping-Labors in Moskau, Grigori Rodtschenkow. Dieser habe eigens für russische Sportler einen Mix aus drei verschiedenen Dopingmitteln entwickelt und in nächtlichen Aktionen Urinproben ausgetauscht. Zu den namentlich genannten Sportlern zählte auch Tretjakow, der die Vorwürfe ebenso wie die russische Regierung dementierte. Ende 2016 wurde er im Zuge der Ermittlungen infolge des McLaren-Reports wegen mutmaßlicher Dopingvergehen während der Olympischen Spiele 2014 von Sotschi suspendiert und seine Medaille aberkannt. 2017 erhielt er eine lebenslange Olympia-Sperre. Im Februar 2018 machte der Internationale Sportgerichtshof wegen ungenügender Beweislage die Aberkennung seiner Medaille rückgängig und hob die Sperre auf.